# Frederikshavn (stacja kolejowa)
Frederikshavn – stacja kolejowa w Frederikshavn, w północnej Danii. Stacja posiada 3 perony.